# Курт Галленкамп
Курт Галленкамп (нім. Curt Gallenkamp; 17 лютого 1890, Везель — 13 квітня 1958, Вісбаден) — німецький воєначальник, генерал артилерії вермахту. Кавалер Лицарського хреста Залізного хреста.

## Біографія
11 березня 1909 року вступив в Імперську армію. Учасник Першої світової війни. Після демобілізації армії залишений в рейхсвері. 
З 1 жовтня 1939 по 29 вересня 1941 року — командир 78-ї піхотної дивізії, з 10 квітня 1942 року — 31-го вищого командування особливого призначення, з 27 травня 1942 року — 80-го армійського корпусу. 7 серпня 1944 року відправлений у резерв фюрера.
12 квітня 1945 року взятий в полон британськими військами і постав перед військовим трибуналом: під час висадки в Нормандії наказав розстріляти 32 полонених командос як «цивільних грабіжників», оскільки ті не мали при собі військових посвідчень. В 1947 році засуджений до страти, яку згодом замінили на довічне ув'язнення. 26 лютого 1952 року звільнений.

## Звання
- Фанен-юнкер (11 березня 1909)
- Фанен-юнкер-унтерофіцер (1 липня 1909)
- Фенріх (19 листопада 1909)
- Лейтенант (22 серпня 1910)
- Оберлейтенант (25 лютого 1915)
- Гауптман (18 грудня 1917)
- Майор (1 жовтня 1929)
- Оберстлейтенант (1 грудня 1932)
- Оберст (1 листопада 1934)
- Генерал-майор (1 березня 1938)
- Генерал-лейтенант (1 квітня 1940)
- Генерал артилерії (1 квітня 1942)

## Нагороди
- Залізний хрест 2-го і 1-го класу
- Ганзейський Хрест (Гамбург)
- Нагрудний знак «За поранення» в чорному
- Почесний хрест ветерана війни з мечами
- Медаль «За вислугу років у Вермахті» 4-го, 3-го, 2-го і 1-го класу (25 років)
- Застібка до Залізного хреста 2-го і 1-го класу
- Лицарський хрест Залізного хреста (19 листопада 1941)

## Дива. також
- Курт фон Тіппельскірх — швагер Галленкампа.